# Winter’s Knight
Winter’s Knight – trzeci album studyjny duetu muzycznego Nox Arcana. Wydany 10 lipca 2005 roku przez wytwórnię Monolith Graphics. Muzyka jest przeważnie instrumentalna z mroczniejszym średniowiecznym brzmieniem, jest jednym z 10 najlepszych albumów Gothic Christmas lub Solstice.

## Motyw
Muzyka zawarta na albumie jest połączeniem chorałów gregoriańskich, organów piszczałkowych, skrzypiec i gitary akustycznej. Niektóre z utworów zawierają partie wokalne, jak interpretacja minstrela „Past Time with Good Company”. Inne utwory zawierają narrację opisującą historię upiornego rycerza, który przemierza ruiny nawiedzonej katedry w czasie zimy. Historia rozgrywa się w mitycznym lesie Ebonshire. Broszura ozdobiona jest tak, aby wyglądała jak rękopis iluminowany i prezentuję grafikę autorstwa Josepha Vargo.
Winter’s Knight osiągnął #8 pozycję w rankingu Billboard Music Chart dla lbumów  Top Holiday w 2006 roku.
Nox Arcana, grupa już znana w gotyckim gatunku, chciała wprowadzić gotycki nastrój do Bożego Narodzenia, na wzór klasycznej opowieści o duchach Dickensa, Opowieść wigilijna.

## Lista utworów
| Nr  | Tytuł                          | Czas |
| --- | ------------------------------ | ---- |
| 1.  | „Vigil”                        | 1:41 |
| 2.  | „Ghosts of Christmas Past”     | 3:40 |
| 3.  | „Ebonshire”                    | 2:53 |
| 4.  | „Solitude”                     | 2:51 |
| 5.  | „Crystal Forest”               | 3:17 |
| 6.  | „First Snow”                   | 4:36 |
| 7.  | „Evening Star”                 | 3:21 |
| 8.  | „Reflections of Long Ago”      | 2:25 |
| 9.  | „December Winds”               | 2:49 |
| 10. | „Phantom Toccata”              | 1:12 |
| 11. | „Hallowed Ruins”               | 2:28 |
| 12. | „Gregorian Hymn”               | 1:16 |
| 13. | „Spirit of the Season”         | 3:13 |
| 14. | „Coventry Carol”               | 3:23 |
| 15. | „Lullaby”                      | 2:06 |
| 16. | „Winter’s Knight”              | 3:53 |
| 17. | „Past Time With Good Company”  | 3:33 |
| 18. | „God Rest Ye Merry, Gentlemen” | 3:02 |
| 19. | „Veni, Veni, Emmanuel”         | 3:01 |
| 20. | „Redemption”                   | 3:44 |
| 21. | „Carol of the Bells”           | 3:15 |